# أندرو يوم سو جونغ
أندرو يوم سو جونغ (مواليد 5 ديسمبر 1943) هو كاهن كاثوليكي كوري جنوبي، أصبح كاردينال في عام 2014.